# Heinz Kindermann (Politiker)
Heinz Kindermann (* 20. Juni 1942 in  Welhota an der Elbe, Reichsgau Sudetenland) ist ein deutscher Politiker (SPD), der von 1994 bis 2009 dem Europäischen Parlament angehörte.

## Ausbildung und Beruf
Nach dem Besuch der Schule begann Kindermann 1956 eine Lehre als Facharbeiter für Acker- und Pflanzenbau. Anschließend besuchte er ab 1959 die Arbeiter-und-Bauern-Fakultät an der Universität Rostock, wo er 1961 das Abitur bestand. Danach absolvierte er ein Studium der Veterinärmedizin an der Humboldt-Universität Berlin, das er 1967 beendete. 1968 erfolgte hier auch seine Promotion zum Dr. med. vet.
Kindermann arbeitete von 1967 bis 1990 als praktizierender Tierarzt in einer Gemeinschaftspraxis in Strasburg. Daneben absolvierte er von 1988 bis 1990 eine postgraduale Ausbildung zum Fachtierarzt für Kleintiere an der Karl-Marx-Universität in Leipzig. Danach war er von 1990 bis 1994 als Amtstierarzt in Strasburg tätig. 1992 wurde er Leiter des Veterinär- und Lebensmittelüberwachungsamtes beim Landratsamt in Strasburg.

## Politik
Kindermann war von 1991 bis 1993 Vorsitzender des SPD-Kreisverbandes Strasburg und von 1992 bis 1995 Vorsitzender des SPD-Unterbezirks Uecker-Randow.
Von 1990 bis 1994 gehörte Kindermann der Stadtvertretung von Strasburg an und war hier auch Vorsitzender der SPD-Fraktion.
Von 1994 bis 2009 war er Mitglied des Europäischen Parlaments. Dort war Kindermann Koordinator der SPE-Fraktion für Fischerei und Sprecher der SPD-Gruppe für Landwirtschaft und Fischerei. Bei der Europawahl 2009 verzichtete er auf eine erneute Kandidatur.

## Privates
Heinz Kindermann ist verheiratet und hat zwei Kinder.